# Canton de Bergzabern
Le canton de Bergzabern est un ancien canton français du département du Bas-Rhin, qui a disparu à la suite du Traité de Paris (1815). Il avait pour chef-lieu Bergzabern.

## Géographie
Situé au pied des Vosges, il était borné au nord par le canton de Landau ; à l'ouest, par le canton de Dahn ; au sud, par le canton de Wissembourg ; à l'est, par le canton de Billigheim.

## Histoire
Son territoire de l'an VIII appartenait avant 1793, à savoir : 8 communes (y compris le chef-lieu), au comte de Deux-Ponts et les 4 autres à l'électeur palatin.

## Composition
En 1801, il était composé de 11 communes : Barbelzoth, Bergzabern, Capellen, Dierbach, Hergersweiler, Klingenmünster, Niderhorbach, Oberhausen, Oberhoffen, Pleisweiler et Winden.

## Démographie
| Année   | Population |
| ------- | ---------- |
| an VI   | 6 528      |
| an VIII | 6 804      |